# Guðríðr
Guðríðr  è un nome proprio di persona norreno femminile.

## Varianti
- Ipocoristici: Gyða[3], Githa[2]

### Varianti in altre lingue
- Danese
  - Ipocoristici: Gyda[3]
- Faroese: Guðrið
- Inglese
  - Ipocoristici: Gytha[2][3], Gyta[3]
- Islandese: Guðríður[1]
  - Ipocoristici: Gyða[1]
- Norvegese: Gudfrid, Gurid
  - Ipocoristici: Gyda[3]

## Origine e diffusione
È composto dalle radici norrene guð ("dio", da cui anche Gudrun, Gudmund e Gleb) e fríðr ("bella", da cui anche Sigrid, Astrid e Ingrid). La forma tronca Gyða venne portata da una nobildonna danese, Gytha Thorkelsdaettir, che sposò Godwin del Wessex nell'XII secolo e da cui ebbe re Harold Godwinson: grazie a lei si diffuse in Inghilterra per un breve periodo, scomparendo alla fine del Medioevo; ripresa nel XIX secolo, ad oggi è considerata arcaica.

## Persone
- Guðríðr Þorbjarnardóttir, esploratrice islandese

### Varianti
- Gyda di Svezia, regina consorte di Danimarca
- Gytha del Wessex, principessa di Smolensk
- Guðrið Hansdóttir, cantautrice faroese
- Guri Schanke, cantante e attrice norvegese
- Gytha Thorkelsdaettir, moglie di Godwin del Wessex
- Gyda Westvold Hansen, combinatista nordica norvegese